# Kachua
Kachua (auch Kachua-Swarupnagar, Kachuadham; bengalisch কচুয়া Kacuẏā) ist ein kleines Dorf (Gram Panchayat) im Distrikt Uttar 24 Pargana in Westbengalen, Indien, das als Geburtsort des Hindu-Yogi Lokenath Brahmachari bekannt ist.

## Geografie und Demografie

### Standort Beschreibung
Die Entfernung zwischen dem Dorf Kachua und der Hauptstadt von Westbengalen, Kalkutta, beträgt etwa 50 Kilometer.
Die Entfernung zwischen Kachua und der Stadt Barasat beträgt etwa 30 km und ist über die Taki Road mit dem Auto zu erreichen. Das Dorf liegt rund 30 Kilometer von der Staatsgrenze zwischen Indien und Bangladesch entfernt.

### Das Terrain und die Landwirtschaft
Die Gesamtfläche von Kachua Swarupnagar beträgt rund 330 Hektar. Die gesamte besäte/landwirtschaftliche Fläche beträgt 264,51 ha. Etwa 98,51 ha sind unbewässerte Flächen. Etwa 166 ha sind bewässerte Fläche. Etwa 16 ha werden durch Kanalwasser bewässert. Etwa 134,01 ha werden durch Brunnen/Schlauchbrunnen bewässert. Etwa 15,99 ha werden durch andere Wasserquellen bewässert. Etwa 7 ha werden nicht landwirtschaftlich genutzt. Etwa 60 ha sind kultivierbares Brachland.
Da Kachua zum Unterbezirk Basirhat II gehört, der vom Ministerium für Jal Shakti im Jahr 2021 eingestuft wurde, gibt es dort kein Wasserversorgungssystem.
Nach den verfügbaren Daten aus dem Jahr 2009 leben im Dorf Kachua Swarupnagar 8383 Personen in 1911 Haushalten. Der Anteil der Frauen an der Gesamtbevölkerung beträgt 48,71 % und der der Männer 51,29 %. Es gibt 209 Personen, die den „scheduled castes“ angehören, davon sind 102 weiblich und 107 männlich. Der Anteil der weiblichen Bevölkerung beträgt 48,8 %, der der männlichen 51,2 %. Der Anteil der Scheduled Castes an der Gesamtbevölkerung beträgt 2,49 %.
Die Bevölkerungsdichte von Kachua Swarupnagar beträgt 2528,73 Personen pro Quadratkilometer.

## Religiöse Bedeutung und Kontroverse

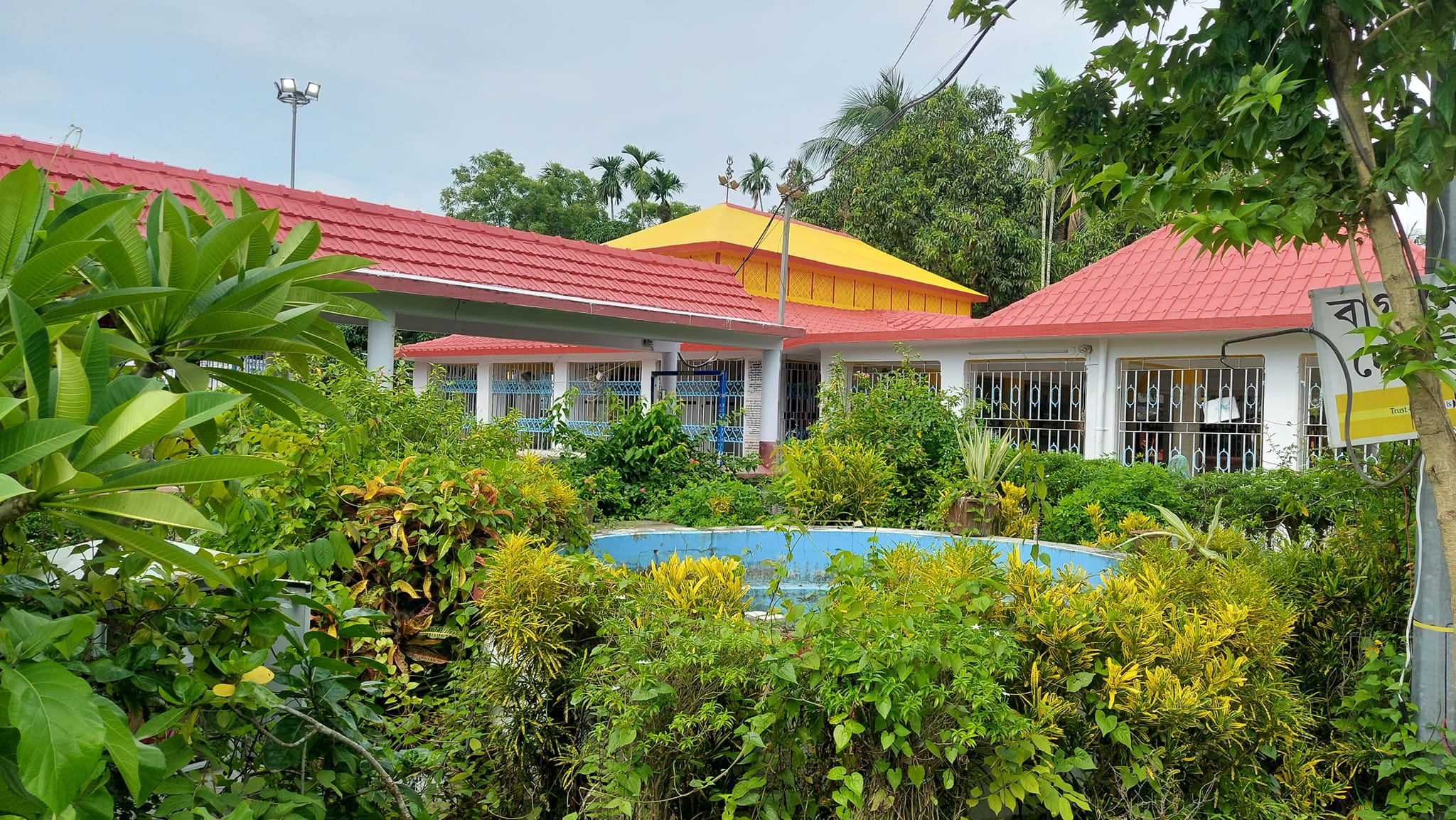
Die Tempel von Lokenath Brahmachari im Kachua-Swarupnagar

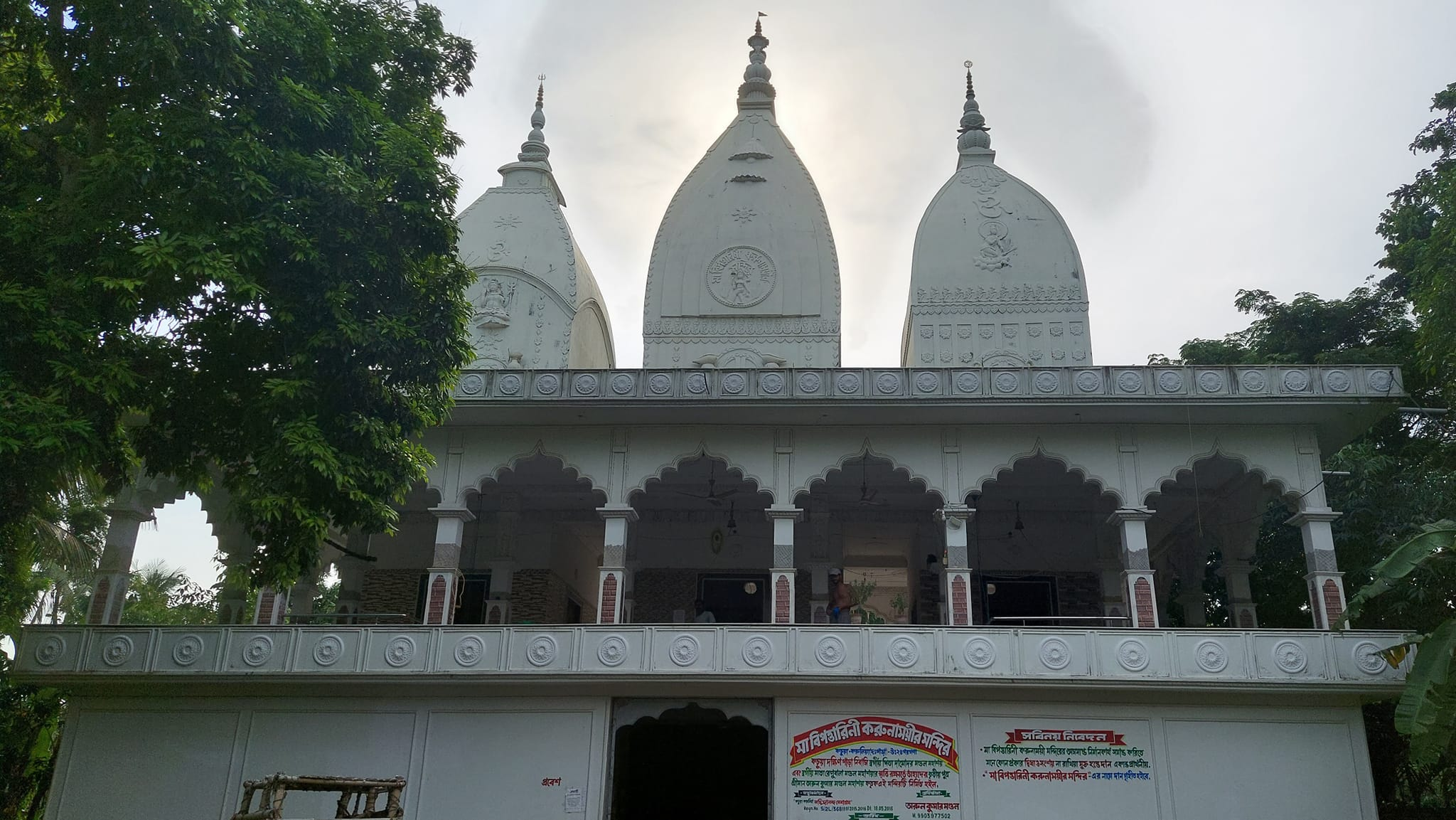
Die Tempel von Maa Bipadtarini im Jahr 2021 im Bau

Kachua gilt als der Geburtsort des Hindu-Yogi Lokenath Brahmachari.
Er gibt eine Tempelanlage rund um den Geburtsort, einen heiligen Teich und die Lokenath-Mission, die für die Verwaltung des Tempelgeländes zuständig ist. Neben dem Lokenath-Tempel gibt es auch einen Tempel, der Krishna und Radha gewidmet ist.
Seit 2021 befindet sich auch ein Tempel der „Maa Bipadtarini“ im Bau.
Am 23. August 2019, am Vorabend des Janmashtami-Festes, ereignete sich ein Unfall, bei dem eine alte Mauer abbrach, was zu einer Massenpanik unter den Anhängern von Lokenath Brahmachari führte und 16 Menschen verletzte. Vielen Berichten zufolge kamen bei diesem Vorfall auch drei Menschen ums Leben. Einem Artikel von „The Indian Express“ zufolge kamen an diesem Tag 5 Menschen ums Leben.

## Weitere Lektüre
- Ashutosh Kumar Singh: लोकनाथ मंदिर हादसा: क्या हुआ ऐसा जो चंद मिनटों में उत्साह का माहौल मातम में बदल गया. In: Patrika. Patrika Group, 2019, abgerufen am 18. August 2023 (hn).
- Kachua: GeoTagged Asset Report 2023. In: eGram Swaraj. Ministry of Panchayati Raj (MoPR), 18. August 2023, abgerufen am 18. August 2023 (englisch).